# Volksvertretung
Die Volksvertretung ist die politische Repräsentation des Volkes in einem organisierten und strukturierten Organ. Die Volksvertretung auf Ebene des Nationalstaates oder eines Gliedstaates wird zumeist als Parlament bezeichnet und gehört auf dieser Ebene zur Legislative.

## Deutschland
In Deutschland muss das Volk gemäß Art. 38 Abs. 1 Satz 2, Art. 28 Abs. 1 Satz 2 des Grundgesetzes im Bund, in den Ländern, in den Kreisen und Gemeinden eine allgemein, frei, gleich, unmittelbar und geheim gewählte Vertretung haben. Über die vom Grundgesetz vorgeschriebenen Volksvertretungen hinaus bestehen beispielsweise im Freistaat Bayern Volksvertretungen auf Ebene der sieben bayerischen Bezirke.
Unterschieden wird zwischen gesetzgebenden Parlamenten und Kommunalvertretungen (umgangssprachlich, jedoch irreführend „Kommunalparlament“), die im Zuge ihrer Selbstverwaltungskompetenzen das Ortsrecht erlassen. Insbesondere auf unteren Ebenen sind diese Vertretergremien nicht immer Teil der Legislative, sondern sind direkt in die jeweiligen Kommunalverwaltungen eingebunden.
Die Parlamente sind:
- im Bund: der Deutsche Bundestag (als Teil der Legislative des Bundes)
- in einem Bundesland: das Landesparlament (Landtag, Abgeordnetenhaus, Bürgerschaft) (als Legislativorgan des Landes)

Die Kommunalvertretungen, ohne Kompetenz zur Gesetzgebung sind:
- in einem bayerischen Bezirk: der Bezirkstag (als Teil der Exekutive)
- in einem Kreis oder Landkreis: der Kreistag (als Teil der Exekutive)
- in der Gemeinde: der Gemeinderat (unter wechselnder Bezeichnung, siehe Gemeinderat; als Teil der Exekutive, jedoch nicht identisch mit einem Landesparlament der deutschen Stadtstaaten)
- in Teilen großer Gemeinden: die Bezirksverordnetenversammlung (in Berlin), die Bezirksversammlung (in Hamburg), der Bezirksausschuss (in München), die Bezirksvertretung (in Köln) etc.als Teil der jeweiligen Stadtverwaltung.

Der Bundesrat als zweite gesetzgebende Körperschaft auf Bundesebene ist hingegen keine Volksvertretung. Er setzt sich aus weisungsgebundenen Mitgliedern der Landesregierungen zusammen und vertritt die Interessen der einzelnen Bundesländer bei der Gesetzgebung. Das EU-Parlament ist zusätzlich die gewählte Volksvertretung aller Bürger der EU-Mitgliedstaaten, wobei auch nicht-deutsche Unionsbürger das Recht haben, in Deutschland an den Kommunalwahlen sowie an Europawahlen teilzunehmen.

## Österreich
Die Rechtslage in Österreich ist der Deutschlands vergleichbar. Die Repräsentationsorgane der Gebietskörperschaften (Bund, Länder und Gemeinden) werden als „allgemeine Vertretungskörper“ bezeichnet.
Auf Bundesebene ist die Volksvertretung der Nationalrat, auf Landesebene sind es die neun Landtage und auf Gemeindeebene die Gemeinderäte. Nach der ständigen Rechtsprechung des Verfassungsgerichtshofes gehören auch die Bezirksvertretungen in Wien zu den „allgemeinen Vertretungskörpern“.
Nicht-österreichische EU-Bürger haben das Recht, in Österreich an Gemeinderatswahlen bzw. in Wien an Bezirksvertretungswahlen sowie an Europawahlen teilzunehmen.

## Schweiz
In der Schweiz garantiert die Rechtslage zur Ausübung des „Volkswillens“ mit mehreren Repräsentationsorganen die Gestaltung der Politik auf drei Ebenen. Seit 1848 ist die Schweiz ein föderaler Bundesstaat mit Gebietskörperschaften. Die Selbstbestimmung innerhalb der organisatorischen Staatsordnung der Schweiz ist ein Leitprinzip und folgt dem Grundsatz der Subsidiarität, was das Recht zur Selbstgesetzgebung von der obersten Staatsebene bis hin zur politischen Gemeinde gewährleistet. Die Gemeinde verfügt über ein Maximum an Selbstbestimmung. Als Volksvertretung gibt es je nach Gemeindetyp unterschiedliche Repräsentationsorgane. Bei der ordentlichen Gemeindeorganisation ist das die Gemeindeversammlung oder bei der ausserordentlichen der Einwohnerrat bzw. ein Gemeindeparlament. Die dafür geltende gesetzliche Grundlage wird von jedem Kanton auf der Grundlage der Kantonsverfassung mit einem Gemeindegesetz (GG) geregelt.
Die Kantone haben als Repräsentationsorgan ein Kantonsparlament und verfügen über ein Referendumsrecht.
Auf Bundesebene bildet ein Parlament aus zwei Kammer die oberste Volksvertretung, der Nationalrat ist die große Kammer. Die kleine Kammer, der Ständerat, repräsentiert die Kantone. Beide zusammen sind die Bundesversammlung der Schweiz.
Als generell-abstrakte Form der Volksvertretung besteht die Möglichkeit über ein fakultatives oder obligatorisches Referendum sowie in zwei  Kantonen (Appenzell Innerrhoden, Glarus sowie im Bezirk Schwyz – als Teil des Kantons Schwyz) mit der Versammlungsform der Landsgemeinde eine direkten Einfluss auf politische Entscheidungen zu nehmen. Ferner gibt es die Volksinitiative. Die Gemeinden können mit kantonalen Initiativen oder Referenden an der politischen Willensbildung teilnehmen. In besonderen Fällen ist auch durch einzelne stimmberechtigte Personen eine kommunale Volksinitiative anzuregen möglich.